# Della H. Raney
Della Hayden Raney (Suffolk, 10 gennaio 1912 – 23 ottobre 1987) è stata un'infermiera statunitense dell'Army Nurse Corps.
Fu la prima infermiera afroamericana a prestare servizio nella seconda guerra mondiale e la prima ad essere nominata capo infermiera. Nel 1944 divenne la prima infermiera nera in servizio presso l'Army Air Corps ad essere promossa capitano, per poi essere promossa maggiore nel 1946. Si ritirò dall'esercito nel 1978.

## Biografia
Della H. Raney nacque il 10 gennaio 1912 a Suffolk, in Virginia. Si laureò alla Lincoln Hospital School of Nursing nel 1937. Alla Lincoln lavorò come supervisore delle operazioni e, prima di arruolarsi nell'esercito, lavorò anche al Community Hospital di Norfolk, in Virginia, e al K.B. Reynolds Hospital di Winston-Salem.
Nell'aprile del 1941 Raney si arruolò e fu la prima infermiera afroamericana a prestare servizio nel Corpo delle Infermiere dell'Esercito durante la Seconda guerra mondiale. Raney, con il grado di sottotenente, fu inizialmente assegnata a Fort Bragg, dove lavorò come supervisore infermieristico. L'anno successivo fu trasferita al Tuskegee Army Air Field Station Hospital. Raney vi lavorò come capo infermiera e fu promossa capitano nel 1944. Sempre nel 1944 fu trasferita a Fort Huachuca. All'epoca era l'unica donna di colore a raggiungere quel grado e a lavorare per le forze aeree dell'esercito. Nel 1946 era in congedo terminale da Camp Beale, dove lavorava come capo infermiera. Quell'anno Raney fu anche promossa al grado di maggiore. Fu la prima infermiera di colore a ottenere il grado di maggiore nell'esercito degli Stati Uniti. Negli anni Cinquanta fu di servizio al Percy Jones Army Medical Hospital.
Raney servì nell'esercito fino al suo pensionamento nel 1978.
Per il suo servizio venne premiata dai Tuskegee Airmen nel 1978. I Tuskegee Airmen e la National Black Nurses Association hanno creato una borsa di studio intitolata a suo nome nel 2012.